# Monty Python
Monty Python, eller The Pythons, är det gemensamma namnet på skaparna av humorserien Monty Pythons flygande cirkus (eng: Monty Python's Flying Circus, 1969–1974) och senare producenter av ett antal långfilmer och scenframträdanden under gemensamt namn. De förknippas med en nyskapande och ofta nonsensartad eller absurdistisk humor med satiriska inslag som påverkat senare komikergenerationer både i hemlandet och internationellt.
Medlemmarna i ensemblen var/är Graham Chapman (1941–1989), John Cleese (född 1939), Terry Gilliam (född 1940), Eric Idle (född 1943), Terry Jones (1942–2020) och Michael Palin (född 1943). Under senare år har de överlevande komikerna vid enstaka tillfällen återsamlats, bland annat 2014.

## Historik

### Före Monty Python
Michael Palin och Terry Jones träffade varandra när de gick på Universitetet i Oxford. John Cleese och Graham Chapman träffades när de studerade vid Universitetet i Cambridge. Eric Idle studerade också vid Cambridge, men hade startat ett år efter de andra två. John Cleese träffade Terry Gilliam i New York under en turné med Cambridge Footlights revy Cambridge Circus. 
De framtida medlemmarna kom sedan att skriva för och/eller agera i flera TV-serier innan de gick samman för att göra Monty Pythons flygande circus, bland annat The Frost Report (vilket var den första produktion de alla var delaktiga i) och Do Not Adjust Your Set. Den senare gjorde att ITV erbjöd Michael Palin, Terry Jones, Eric Idle och Terry Gilliam en egen TV-serie, medan den förra, tillsammans med annat de gjort, ledde till att John Cleese och Graham Chapman fick ett liknande erbjudande från BBC.
John Cleese var dock ovillig att göra ett program med bara två man, och då han hade goda minnen av att samarbeta med Michael Palin erbjöd han honom att arbeta med programmet. ITV-programmet hade ännu inte börjat spelas in, Michael Palin samtyckte, och Eric Idle, Terry Jones och Terry Gilliam följde med.

### TV-serien

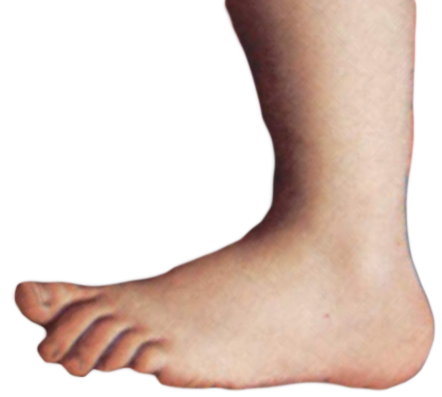
Den fot som förekom i den animerade vinjetten till Monty Pythons flygande cirkus hämtades från en målning av renässanskonstnären Agnolo Bronzino.

Gruppen lanserades under ett gemensamt namn 1969, via den brittiska komediserien Monty Pythons flygande cirkus. Denna samling sketcher hade sin premiär på BBC den 5 oktober 1969. Ett drygt år senare, den 12 oktober 1970, visades första avsnittet i Sverige, på TV2. Totalt gjordes 45 avsnitt, fördelat på fyra säsonger. Efter tre säsonger hoppade John Cleese av eftersom han ansåg att de bara gjorde varianter på sådant de redan gjort, men de övriga medlemmarna gjorde en fjärde säsong med bara sex avsnitt 1974. Somliga menar att de var för komedin vad Beatles var för musiken.
Ett genomgående drag i många av gruppens sketcher var att de saknade punch line, en avslutande poäng. I stället gick en sketch ofta bara över i en annan. Det hela utvecklades från en TV-serie till ett fenomen med stor påverkan på samtiden; det blev flera scenshower och turnéer, fem filmer, talrika album, åtskilliga böcker och en spin-off musikal. Detta var något som skänkte stjärnstatus till flera medlemmar.
TV-serien, som gick på BBC från 1969 till 1974, skapades, skrevs och framfördes av Graham Chapman, John Cleese, Terry Gilliam, Eric Idle, Terry Jones och Michael Palin. Som brilliant nyskapande skapades en show av medvetna innovationer (och med hjälp av Terry Gilliams animationer), vilket tänjde de på gränserna för vad som ansågs acceptabelt, både vad gällde stil och innehåll. 
Gruppen skrev oftast tillsammans två och två: Graham Chapman skrev med John Cleese, Terry Jones skrev med Michael Palin. Eric Idle skrev och komponerade ensam eller tillsammans med Neil Innes. Amerikanen Terry Gilliam (gruppens enda icke-brittiske medlem) animerade och tecknade.
Utöver de sex huvudmedlemmarna var även Carol Cleveland nära knuten till gruppen som återkommande skådespelare, och anses av somliga som en av "The Pythons". Hon var med i 30 av de 45 tv-avsnitten, alla fyra Monty Python-filmerna, samt i scenshowen Monty Python Live (Mostly).
Serien blev så populär i Tyskland att det 1971 gjordes ett program på tyska, med originalmedlemmarna, kallad Monty Python's Fliegender Zirkus.

### Filmer
Populariteten hos TV-serien bidrog till att ensemblen även senare kunde påbörja en produktion av långfilmer i samma stil. Den första, Livet é python från 1971, var baserad på sketcher, men från och med 1975 års Monty Pythons galna värld vävdes humorn in i mer övergripande filmintriger. Nedan listas de fem filmerna som producerades under etiketten Monty Python (därutöver var de olika komikerna aktiva som regissörer och skådespelare på egen hand).
- 1971 – Livet é python (And Now For Something Completely Different)
- 1975 – Monty Pythons galna värld (Monty Python and the Holy Grail)
- 1979 – Ett herrans liv (Life of Brian)
- 1982 – Monty Python i Hollywood (Monty Python Live at the Hollywood Bowl)
- 1983 – Meningen med livet (The Meaning of Life)

### Revyer
Monty Python genomförde flera scenföreställningar som baserades på TV-serierna och filmerna. Mest känd är Monty Python i Hollywood (originaltitel: Monty Python Live at the Hollywood Bowl) från 1982 som filmades och har visats på svensk tv. I dessa föreställningar förekom sketcher från TV-serien, liksom nygjorda sketcher och sketcher från tidigare humorsamarbeten. Exempel på den sistnämnda kategorin är "The Four Yorkshiremen", som ursprungligen producerades för At Last the 1948 Show från 1967 (med Marty Feldman och Tim Brooke-Taylor).